# Gridr (satelit)
Gridr (Saturn LIV), cunoscut precedent sub numele de S/2004 S 20, este un satelit natural al lui Saturn. Descoperirea sa a fost anunțată de Scott S. Sheppard⁠(d), David C. Jewitt⁠(d) și Jan Kleyna⁠(d) pe 7 octombrie 2019 din observații efectuate între 12 decembrie 2004 și 22 martie 2007.  Și-a primit denumirea permanentă în iunie 2021. Pe 24 august 2022, a fost numit oficial după Gríðr, un jötunn din mitologia nordică.  Ea este mama lui Víðarr cel tăcut și consoarta lui Odin. L-a avertizat pe Thor despre trădarea lui Geirröðr și l-a echipat cu centura ei de forță, mănușa ei de fier și toiagul ei Gríðarvöl (toiagul lui Gríðr).
Gridr are aproximativ 4 kilometri în diametru și orbitează în jurul lui Saturn la o distanță medie de 19,418 Gm în 990,23 zile, la o înclinație de 163° față de ecliptică, într-o direcție retrogradă și cu o excentricitate de 0,197. 